# Pablo Pallante
Pablo Pallante, vollständiger Name Pablo Antonio Pallante Mieres (* 14. Februar 1979 in Montevideo) ist ein uruguayischer ehemaliger Fußballspieler. Er besitzt auch die italienische Staatsangehörigkeit.

## Karriere

### Verein
Der nach Angaben seines Vereins 1,79 Meter große, Palla genannte Abwehrspieler begann seine Laufbahn bei den Montevideo Wanderers, bei denen er 1998 dem Kader in der Primera División angehörte. Im Folgejahr wechselte er innerhalb der Stadt zu River Plate Montevideo. 2000 folgte sein Transfer ins rund 130 Kilometer weiter östlich gelegene Maldonado zum dortigen Erstligisten Deportivo Maldonado. Dort spielte er bis 2002. In der ersten Saison landete man nach einem 9. und einem 14. Platz in Apertura und Clausura am Saisonende als Elfter im Mittelfeld der Abschlusstabelle. Dem Abstiegskampf im Jahre 2001 folgte ein vierter Platz im Torneo Apertura 2002 und ein siebter Rang in der Gesamttabelle, womit man die Qualifikation zur Liguilla Pre Libertadores nicht erreichte. Anschließend schloss er sich in den Jahren 2003 und 2004 dem in Colonia del Sacramento beheimateten Plaza Colonia. Die sportliche Situation seines neuen Arbeitgebers gestaltete sich noch schlechter, denn dem knapp vermiedenen Abstieg im ersten Jahr seiner Zugehörigkeit zum Verein, in dem für ihn 22 Einsätze verzeichnet sind, folgte auch im nächsten Jahr mit dem letzten Platz der Gesamttabelle keine Verbesserung. 2005 kehrte er nach Montevideo zurück, schloss sich dem CA Cerro an und war dort auch im nachfolgenden Jahr aktiv. Zur Saison 2007/08 führte ihn sein Karriereweg erstmals ins Ausland. Er unterzeichnete einen Vertrag beim italienischen Serie-B-Verein Grosseto. Einsätze sind dort für ihn aber nicht verzeichnet. Schon in der Clausura 2008 lief er dann wieder für Cerro auf und absolvierte in der ersten Jahreshälfte elf Partien in der Primera División. Auch in der Spielzeit 2008/09 stand er in Reihen der Montevideaner und trug als Stammspieler zum erfolgreichen Abschneiden der Mannschaft bei. Als Drittplatzierter qualifizierte man sich für die Copa Artigas 2009, in der man sich schließlich unter dreimaliger Mitwirkung von Pallante die Startberechtigung für den nachfolgenden Copa-Libertadores-Wettbewerb erspielte. Nachdem er auch in der Apertura der Saison 2009/10 drei Partien bestritten hatte, folgte Ende August 2009 sein abermaliger Wechsel nach Italien in die Serie B. Dieses Mal war sein Arbeitgeber Gallipoli Calcio, für den er je nach Quellenlage 17 oder 18 Partien bestritt, in denen er auch ein Tor erzielte. Erneut nach Uruguay zurückgekehrt gehörte er abermals dem Kader Cerros an. In der 2010/11er-Spielzeit wurde er weitere 23-mal (drei Tore) in Uruguays höchster Spielklasse eingesetzt.
Nach seinem Mitte Juni 2011 bekanntgegebenen Wechsel verbrachte er Clausura 2011 und Apertura 2012 dann in Reihen des chilenischen Clubs Cobresal. Es folgte die dritte Rückkehr im Laufe seiner Karriere zum CA Cerro, für den er nunmehr in der Saison 2012/13 spielt. Dort lief er in der Apertura aufgrund von zahlreichen Verletzungen allerdings lediglich einmal als Einwechselspieler auf. In der Rückrunde weist die Statistik 13 Einsätze (ein Tor) auf. Zur Spielzeit 2013/14 wechselte er innerhalb der Liga zu Miramar Misiones. In jener Spielzeit absolvierte er 24 Spiele (zwei Tore) und stieg mit dem Klub aus der Primera División ab. Ende August 2014 schloss er sich dem Zweitligisten Villa Española an. Dort wurde er in der Saison 2014/15 13-mal (kein Tor) in der Segunda División eingesetzt. Nach der Saison verließ er den Klub mit unbekanntem Ziel.

### Nationalmannschaft
Pallante gehörte der uruguayischen Junioren-Nationalmannschaft an, die 1999 an der U-20-Südamerikameisterschaft in Argentinien teilnahm und den zweiten Platz belegte.

### Erfolge
- Junioren-Vize-Südamerikameister 1999